# Криезиу, Албулена
Албулена Криезиу (алб. Albulena Kryeziu; род. 27 августа 1986, Джяковица, САК Косово) — албанская актриса, уроженка Косова. Дебютировала в качестве актрисы в 2003 году в театральной постановке «Debanti politik». Наиболее известна по роли Мимозы Укай в мыльной опере «Debanti politik» и Тринги Белегу в ситкоме «O sa mirë».

## Биография
Албулена Криезиу родилась 27 августа 1986 года в Джяковице. С раннего детства мечтала стать актрисой.
Закончила среднюю школу в школе искусств Одхисе Паскали в Пече по актёрскому мастерству. В 2008 году окончила факультет искусств Приштинского университета также по актёрскому мастерству, затем получила степень магистра в той же области.
Альбулена сыграла множество ролей в кино и в театре. Была частью Профессионального театра Гьякова, Театра Додоны в Приштине, Албанского театра в Скопье и в Act Productions. Получила награду «Лучшая женская роль» на «Средиземноморском кинофестивале» в Италии и на фестивале DC во Франции в 2016 году.
Проживает в Приштине, работает в Национальном театра Косова. По сообщению самой Криезиу, для неё театр стал «вторым домом», так как в нём она чувствует себя комфортно, а работа в нём «доставляет особое удовольствие».

### Личная жизнь
Несколько раз была замужем. В августе 2016 года вышла замуж за режиссёра Илира Бокши. 25 декабря 2017 года у них родился сын Дон.
В одном из интервью Албулена Криезиу называла своим любимым проектом спектакль с её мужем и режиссёром Илиром Бокши «Dorëzimi në Spokan» в Профессиальном театре Гьякова.

## Работы

### Фильмография
- 2005 — Anatema
- 2006 — Vaska
- 2006 — Tonight Is Cancelled
- 2007 — Rikthimi
- 2007 — E dehura
- 2009 — Si Merlin
- 2009 — Shiko botën
- 2009 — Darka
- 2010 — Këpuca
- 2010 — Ashensori
- 2010 — Kodi i jetës
- 2010 — Sinner’s Pride
- 2010 — Turpi
- 2010 — Tri dritaret
- 2011 — The Wedding Tape
- 2012 — Kolona
- 2014 — Dear Nita
- 2016 — Cheating for Papers

### Телевидение
- 2009 — Lexi në qytet
- 2009 — SpitaliKS
- 2013 — O sa mirë
- 2014—2015 — Stinë dashurie
- 2019—2020 — iStar

### Театр
- 2003 — Debanti politik
- 2004 — Lulëkuqet
- 2005 — Shi në Uerto Monte
- 2005 — Betohem se…
- 2005 — Letër nga burgu… letër në burg
- 2005 — Lumturizet
- 2006 — Sekretet e dashurisë
- 2009 — Tregimi zoologjik
- 2010 — Vdekja dhe vasha
- 2010 — Peer Gynt
- 2019 — The 39 Steps
- 2020 — Eshtrat që vijnë vonë
- 2020 — Allo Allo!

### Клипы
- 2014 — Arsye s’kam (Вали Куки)

## Награды
- Приз за лучшую женскую роль на Средиземноморском кинофестивале, Италия (2016)[15];
- Приз за лучшую женскую роль на DC Festival, Франция (2016)[16].